# 在日フィジー人
在日フィジー人（ざいにちフィジーじん）は、日本に一定期間在住するフィジー国籍の人々である。

## 統計
日本の法務省の在留外国人統計によると、2023年12月末時点で在日フィジー人は342人である。
在留資格別（3位まで）
| 順位 | 在留資格 | 人数 |
| ---- | -------- | ---- |
| 1    | 永住者   | 66   |
| 2    | 留学     | 52   |
| 3    | 家族滞在 | 52   |

都道府県別（3位まで）
| 順位 | 都道府県 | 人数 |
| ---- | -------- | ---- |
| 1    | 東京     | 60   |
| 2    | 千葉     | 40   |
| 3    | 神奈川   | 33   |

## 著名人
- ネマニ・ナドロ
- ワイサレ・セレヴィ